# Gmach Sądu Rejonowego w Fürth
Gmach Sądu Rejonowego w Fürth – neobarokowa budowla znajdująca się w Fürth. 

## Źródła
- Wilhelm Volkert (Hrsg.): Handbuch der bayerischen Ämter, Gemeinden und Gerichte 1799–1980. C. H. Beck, München 1983, ISBN 3-406-09669-7, S. 535–536.